# Anna Plochl
Anna Plochl, baronne de Brandhofen (1834) et comtesse de Méran (1850), née le 6 janvier 1804 à Bad Aussee, en Autriche, et morte le 4 août 1885 dans cette même ville, fut l'épouse morganatique de l’archiduc Jean-Baptiste d'Autriche. D’origine roturière, elle était renommée pour son travail social et ses talents de cuisinière.

## Famille
Issue d’une famille de treize enfants, Anna Plochl est la fille aînée du maître de poste Jakob Plochl et de son épouse Anna Pilz. 
Le 18 février 1829, elle épouse l'archiduc Jean-Baptiste d'Autriche, fils de l'empereur Léopold II du Saint-Empire et de l'infante Marie-Louise de Bourbon. 
Le couple a un fils : 
- François-Louis de Méran (1839-1891), comte de Méran (de), qui épouse, en 1862, Thérèse de Lamberg (1836-1913).

## Biographie

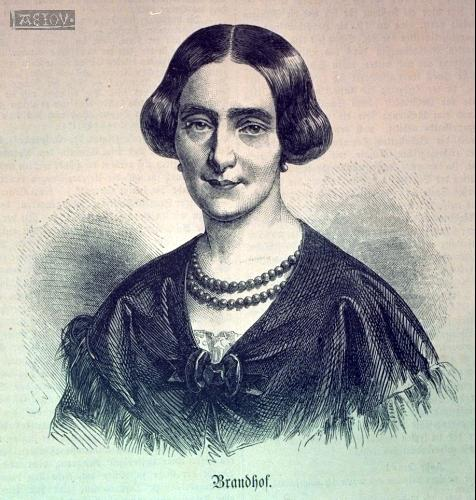
Anna Plochl (1876).

À la mort de son père, alors qu'elle est encore enfant, Anna Plochl prend en charge sa famille.
Le 22 août 1819, à l'âge de 15 ans, elle rencontre pour la première fois, à Toplitzsee, l’archiduc Jean-Baptiste d'Autriche, 37 ans, qui est immédiatement séduit par ses charmes. Dès 1823, l'archiduc demande l'autorisation d'épouser la jeune fille mais son frère, l'empereur François Ier d’Autriche, refuse toute idée de mariage inégal. Malgré ce refus, l'archiduc installe Anna à Vordernberg, le 20 septembre 1823, et la jeune fille ne tarde pas à y prendre la direction des hauts-fourneaux que le prince y possède. Ainsi, lorsque l'archiduc remplit ses obligations en Styrie ou se rend à la Cour impériale à Vienne, c’est Anna qui touche les revenus du couple. Le 25 avril 1824, Anna s'installe au château de Brandhof, à Gußwerk, où l’archiduc Jean-Baptiste a établi sa résidence principale.

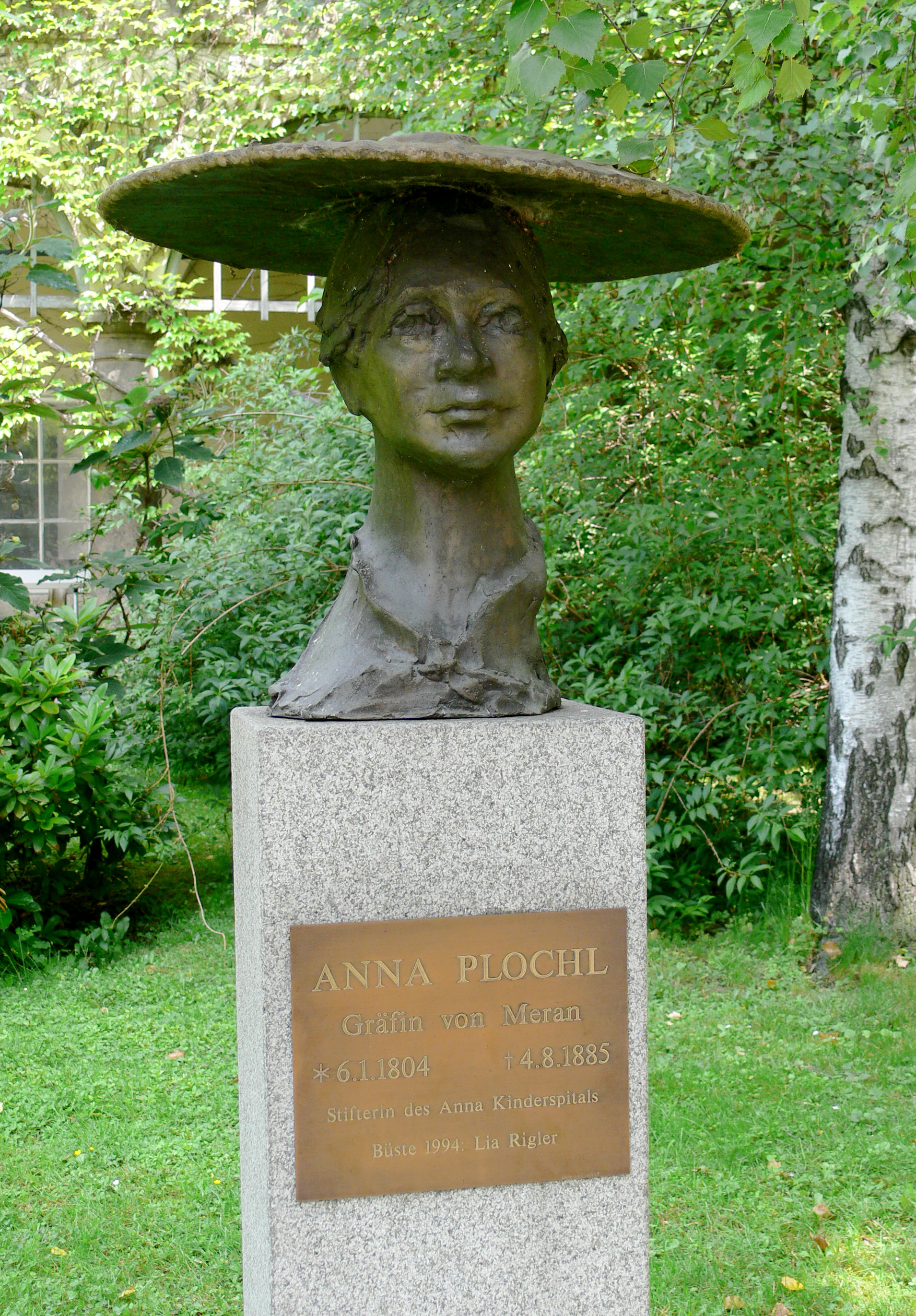
Buste d'Anna Plochl au château de Graz.

Après six ans de luttes, l'empereur finit par donner son consentement au mariage de son frère avec Anna et le couple s'unit le 18 février 1829. Malgré tout, il faut attendre 1833 pour que les deux époux puissent rendre public leur mariage. En 1834, l'empereur anoblit Anna et la titre baronne de Brandhofen, d'après le nom d'une propriété de l'archiduc Jean-Baptiste. En 1839, Anna, âgée de 35 ans, met au monde son fils unique, François, et l'archiduc Jean-Baptiste obtient pour lui, de Metternich, le titre de comte de Méran. En 1850, Anna est à son tour titrée comtesse de Méran.
Après la mort de l'archiduc Jean-Baptiste, en 1859, Anna poursuit son engagement en Styrie et s'occupe particulièrement du domaine social. Elle fonde ainsi l'hôpital pour enfants de Graz, qui reçoit son nom.
Anna meurt vingt-six ans après son époux, à 81 ans. Elle est inhumée à ses côtés à Scena, près de Méran, aujourd'hui en Italie.

## Gastronomie
De son vivant, Anna Plochl était reconnue comme une excellente cuisinière ; ses recettes font encore aujourd’hui partie de la gastronomie styrienne traditionnelle.    

### Biographies d'Anna Plochl
- (de) Renate Basch-Ritter, Anna Plochl - Die Frau an der Seite Erzherzog Johanns, Advea Verlag, 2005  (ISBN 3201018457)
- (de) Walter Koschatzky, Erzherzog Johann von Österreich. Der Brandhofer und seine Hausfrau, Leykam, Graz, 1978  (ISBN 3701170770)

### Article et revue en ligne
- (de) Elke Hammer, «  Anna Plochl und Erzherzog Johann: Kehrseiten einer "lieblichen Romanze" »
- (de) Steirische Berichte de janvier-février 2009, p. 23  (ISSN 0039-1042).